# Hanako Yamada (Mangaka)
Hanako Yamada (jap. 山田 花子, Yamada Hanako; * 10. Juni 1967; † 24. Mai 1992), eigentlich Yumi Takaichi (高市 由美, Takaichi Yumi), war eine japanische Manga-Zeichnerin.
Im September 1982 gewann Yamada im Alter von fünfzehn Jahren einen Nachwuchspreis des Manga-Magazins Nakayoshi. Den Preis gewann sie unter dem Pseudonym Kamome Uramachi (裏町 かもめ Uramachi Kamome) für den kurzen Gag-Manga Akarui Nakama (明るい仲間). Dieser erschien 1983 schließlich im Nakayoshi Deluxe, einem Schwestermagazin des Nakayoshi, und war somit Yamadas erste Veröffentlichung. Bis 1984 schuf sie weitere, größtenteils jedoch unbeachtete Werke für Nakayoshi Deluxe. Diese Comics richteten sich vorwiegend an junge Mädchen.
Nachdem sie drei Jahre nichts veröffentlicht hatte, gewann sie 1987 – sie hatte inzwischen das Pseudonym Hanako Yamada angenommen – den Tetsuya-Chiba-Preis, einen Nachwuchspreis des Young Magazine. Im Gegensatz zu ihren frühen Werken für Nakayoshi konzentrierte sich Yamada fortan auf Comics für eine erwachsene Leserschaft. Zwar zeichnete sie auch für Young Magazine Manga-Serien – darunter von 1988 bis 1989 Kami no Aku Fuzake (神の悪フザケ) –, doch sie wurde vor allem durch ihre Arbeiten für das alternative Magazin Garo bekannt. In Garo publizierte sie ab 1989 über 25 Kurzgeschichten. Einige der Kurzgeschichten kamen 1990 unter dem Titel Nageki no Tenshi (嘆きの天使) beim Seirindō-Verlag als Sammelband heraus.
Am 24. Mai 1992, im Alter von 24 Jahren, beging Yamada Suizid, indem sie sich von einem elfstöckigen Gebäude hinunterstürzte. Sie war kurz zuvor wegen Schizophrenie aus einer psychiatrischen Klinik entlassen worden. Nach ihrem Tod wurden mehrere Neuauflagen ihrer Werke veröffentlicht und ihre Kolumnen erschienen in Buchform. Die August-Ausgabe 1992 des Garo war Yamada gewidmet.
Ein Auszug aus der Serie Maria no Kōmon (マリアの肛門), an der Yamada von 1989 bis 1991 für das Magazin Leed Comic arbeitete, ist 1996 im Buch Comics Underground Japan auf Englisch erschienen.